# Dorylaimellus aegualis
Dorylaimellus aegualis är en rundmaskart. Dorylaimellus aegualis ingår i släktet Dorylaimellus och familjen Dorylaimidae. Inga underarter finns listade i Catalogue of Life.